# Ironheart (serial telewizyjny)
Ironheart – amerykański superbohaterski serial dramatyczny na podstawie komiksów o postaci o tym samym pseudonimie wydawnictwa Marvel Comics. Twórczynią serialu została Chinaka Hodge, która odpowiada za scenariusz; reżyserią zajęli się Sam Bailey i Angela Barnes. Tytułową rolę gra Dominique Thorne, a obok niej w rolach głównych występują: Anthony Ramos, Lyric Ross i Alden Ehrenreich.
Ironheart jest częścią franczyzy Filmowego Uniwersum Marvela, należy do V Fazy tego uniwersum i stanowi część jej drugiego rozdziału zatytułowanego Saga Multiwersum. Serial zadebiutował 24 czerwca 2025 roku w serwisie Disney+.

## Obsada
- Dominique Thorne(inne języki) jako Riri Williams / Ironheart, genialna wynalazczyni, który stworzyła zbroję podobną do zbroi Tony’ego Starka[1].
- Anthony Ramos(inne języki) jako Parker Robins / The Hood, sojusznik Williams, który dzięki specjalnemu kapturowi może korzystać z mrocznej magii[2][3].
- Lyric Ross(inne języki) jako Natalie Washington, najlepsza przyjaciółka Williams[4][5].
- Alden Ehrenreich jako Joe McGillicuddy[6][5].
- Matthew Elam jako Xavier Washington[5].
- Anji White jako Ronnie Williams, matka Riri[7][5].
- Manny Montana(inne języki) jako John[8][5].
- Shea Couleé(inne języki) jako Slug[9][5].
- Jim Rash(inne języki) jako Dean[10].
- Harper Anthony[11].
- Zoe Terakes(inne języki)[12].
- Regan Aliyah(inne języki)[13].
- Shakira Barrera(inne języki)[14].
- Rashida Olayiwola[15].
- Sonia Denis[16].
- Paul Calderón(inne języki)[17].
- Cree Summer(inne języki)[18].
- Sacha Baron Cohen[19][18].

## Emisja
Serial Ironheart początkowo miał zadebiutować w 2024 roku w serwisie Disney+, jednak we wrześniu 2023 roku poinformowano, że jego premiera zostanie opóźniona. W październiku ujawniono, że pojawi się on we wrześniu 2025 roku. Całość  składa się z 6 odcinków.

## Produkcja

### Rozwój projektu

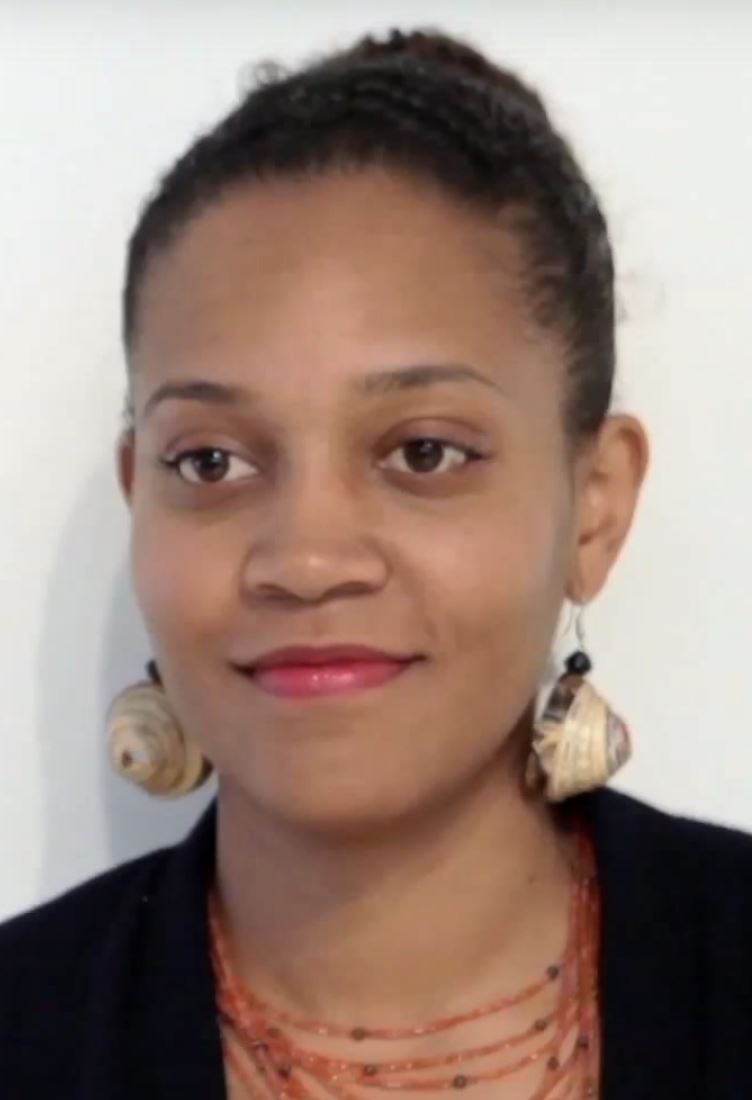
Chinaka Hodge, twórczyni i główna scenarzystka serialu

We wrześniu 2018 roku ujawniono, że Marvel Studios jest w trakcie rozwoju kilku limitowanych seriali na potrzebę serwisu Disney+, które mają być ściśle powiązane z filmami Filmowego Uniwersum Marvela. Aktorzy przedstawieni w filmach mają pojawić się również w filmach. Każdy z seriali przewidziany został na 6 do 8 odcinków z budżetem porównywalnym dla produkcji filmowych studia. Kevin Feige ma odpowiadać za te seriale podobnie jak w przypadku filmów, których jest producentem. W grudniu, podczas Disney Investor Day, Feige zapowiedział oficjalnie serial Ironheart jako część Fazy IV. Pod koniec kwietnia 2021 roku ujawniono, że Chinaka Hodge będzie twórczynią i główną scenarzystką. W sierpniu poinformowano, że postać grana przez Dominique Thorne, Riri Williams / Ironheart, zadebiutuje w filmie Czarna Pantera: Wakanda w moim sercu (2022).
W marcu 2022 roku wyjawiono, że Ryan Coogler będzie zaangażowany w produkcję serialu. W następnym miesiącu poinformowano, że firma produkcyjna Cooglera, Proximity Media, zajmie się współprodukcją serialu w ramach umowy z Walt Disney Television. Wyjawiono również, że Sam Bailey i Angela Barnes zajmą się reżyserią serialu. Producentami wykonawczymi serialu będą Feige, Hodge, Coogler, Louis D’Esposito, Brad Winderbaum, Victoria Alonso, Zoie Nagelhout, Zinzi Coogler i Sev Ohanian. W lipcu 2022 roku wyjawiono, że serial będzie jednak częścią V Fazy i będzie należał do Sagi Multiwersum.

### Casting
W grudniu 2020 roku poinformowano, że Dominique Thorne została obsadzona w tytułowej roli. W lutym 2022 roku do obsady dołączyli Anthony Ramos i Lyric Ross. W kwietniu poinformowano, że Harper Anthony zagra w serialu. W ujawniono, że Manny Montana został obsadzony w jednej z ról, a w lipcu poinformowano, że Alden Ehrenreich zagra w serialu. W sierpniu do obsady dołączyli: Shea Couleé, Zoe Terakes i Regan Aliyah. 
We wrześniu poinformowano, że Shakira Barrera, Rashida Olayiwola i Jim Rash zagrają w serialu oraz ujawniono, że Ramos wcieli się w Parkera Robinsa / The Hood. W październiku do obsady dołączyli Sonia Denis, Paul Calderón, Cree Summer oraz Sacha Baron Cohen, który według niepotwierdzonych doniesień ma zagrać Mefisto. W czerwcu 2023 roku ujawniono, że Anji White zagra matkę Riri, Ronnie Williams. Natomiast w październiku poinformowano, że Matthew Elam zagra w serialu jako Xavier Washington.

### Zdjęcia
Zdjęcia lokacyjne zrealizowano pod koniec maja 2022 roku w Chicago. Główne zdjęcia do serialu rozpoczęły się 2 czerwca w Trilith Studios w Atlancie pod roboczym tytułem Wise Guy. Na przełomie października i listopada serial kręcony był w Chicago, gdzie zakończono prace na planie. 

## Promocja
10 września 2022 roku zaprezentowano publiczności fragment serialu podczas konwentu D23 Expo.